# Andrea Schacht
Andrea Schacht (* 18. Mai 1956 in Flintbek; † 26. Oktober 2017) war eine deutsche Schriftstellerin.

## Leben
Schacht wuchs im Westerwald auf, studierte in Koblenz Werkstofftechnik, in Bielefeld Betriebswirtschaft und war anschließend im industriellen Großanlagenbau in Frankfurt und Hanau tätig. Ab 1992 widmete sie sich nur noch dem Schreiben. Bekannt wurde sie vor allem durch ihre historischen Romane um die Begine Almut.
Schacht war verheiratet mit Dieter Hering-Schacht und lebte in Wachtberg.

## Veröffentlichungen (Auswahl)

### Ring-Trilogie
1. Der Siegelring. 2003, ISBN 3-442-35990-2.
2. Der Bernsteinring. 2004, ISBN 3-442-36033-1.
3. Der Lilienring. 2004, ISBN 3-442-36034-X.

### Begine-Almut-Reihe
1. Der dunkle Spiegel. 2003, ISBN 3-442-36280-6.
2. Das Werk der Teufelin. 2004, ISBN 3-7645-0157-X.
3. Die Sünde aber gebiert den Tod. 2005, ISBN 3-442-36628-3.
4. Die elfte Jungfrau. 2007, ISBN 978-3-442-36780-1.
5. Das brennende Gewand. 2008, ISBN 978-3-442-37029-0.

### Alyss-Reihe
1. Gebiete sanfte Herrin mir. 2009, ISBN 978-3-442-37123-5.
2. Nehmt Herrin diesen Kranz. 2010, ISBN 978-3-442-37124-2.
3. Der Sünde Lohn. 2011, ISBN 978-3-442-37669-8.
4. Mit falschem Stolz. 2013, ISBN 978-3-442-37847-0.
5. Das Lied des Falken. 2013, ISBN 978-3-442-38078-7.

### Myntha-Reihe
1. Die Fährmannstochter. 2015, ISBN 978-3-442-38255-2.
2. Die silberne Nadel. 2015, ISBN 978-3-7341-0198-4.
3. Das Gold der Raben. 2017, ISBN 978-3-7341-0154-0.
4. Mord im Badehaus. 2017, ISBN 978-3-7341-0379-7.
5. Das Erbe der Kräuterfrau. 2019*, ISBN 978-3-7341-0370-4.

* Der letzte Band der Myntha-Reihe wurde in Zusammenarbeit mit der Co-Autorin Julia Freidank nach dem Tod von Andrea Schacht fertiggestellt.

### Tiger-Reihe
1. Der Tag mit Tiger. 2007, ISBN 978-3-7466-2352-8.
2. Auf Tigers Spuren. 2008, ISBN 978-3-7466-2451-8.
3. Tigers Wanderung. 2009, ISBN 978-3-7466-2566-9.

### Jägermond-Reihe
1. Jägermond, Im Reich der Katzenkönigin. 2011, ISBN 978-3-7645-3072-3.
2. Jägermond, Im Auftrag der Katzenkönigin. 2012, ISBN 978-3-7645-3108-9.
3. Jägermond, Die Tochter des Sphinx. 2014, ISBN 978-3-7645-3125-6.
4. Der Ring der Jägerin. 2012, Vorgeschichte zu Jägermond, Im Reich der Katzenkönigin.

### Jenny & Ghizmo-Reihe
1. Die Nacht, in der der Kater sang. 2016, ISBN 978-3802598951
2. Der Tag, an dem die Katze kam. 2016, ISBN 978-3802598975

### Weitere Romane
- Rheines Gold. 2005, ISBN 3-442-37016-7.
- Kreuzblume. 2007, ISBN 978-3-442-37145-7.
- Göttertrank. 2008, ISBN 978-3-7645-0273-7.
- Goldbrokat. 2009, ISBN 978-3-7645-0297-3.
- Das Spiel des Sängers. 2010, ISBN 978-3-7645-0348-2.
- Götterfunkeln. 2010, ISBN 978-3-941547-01-8.
- Die Ungehorsame. 2010, ISBN 978-3-442-37157-0.
- Die Gefährtin des Vaganten. 2011, ISBN 978-3-7645-0349-9.
- Die keltische Schwester. 2011, ISBN 978-3-352-00806-1.
- Die Herrin des Labyrinths. 2013, ISBN 978-3-352-00858-0.
- Triumph des Himmels. 2014, ISBN 978-3-7645-0459-5.

### Weitere Katzenromane
- Die Katze die im Christbaum saß – Weihnachtsgeschichten, 2004, ISBN 3-7466-2112-7
- Das doppelte Weihnachtskätzchen. 2006, ISBN 3-352-00737-3.
- Die Lauscherin im Beichtstuhl. 2006, ISBN 3-442-36263-6.
- Die Katze mit den goldenen Augen. 2007, ISBN 978-3-352-00747-7.
- Weihnachten mit Plüsch und Plunder, 2007, ISBN 978-3-352-00750-7
- MacTiger – Ein Highlander auf Samtpfoten. 2008, ISBN 978-3-442-36810-5.
- Pantoufle – Ein Kater zur See. 2009, ISBN 978-3-442-37054-2.
- Katzenweihnacht. 2009, ISBN 978-3-7466-2499-0.
- Weihnachtskatz und Mausespeck, 2009, ISBN 978-3-352-00776-7
- Morgen Katzen wird’s was geben. 2010, ISBN 978-3-7466-2657-4.
- Hexenkatze. 2011, ISBN 978-3-7466-2637-6.
- Der fliegende Weihnachtskater. 2011, ISBN 978-3-352-00818-4.
- Zwei Katzen unterm Weihnachtsbaum. 2011, ISBN 978-3-7466-2759-5.
- Zauberkatze. 2011, ISBN 978-3-7466-2772-4.
- Schiffbruch und Glücksfall. 2012, ISBN 978-3-352-00830-6.
- Der Ring der Jägerin. 2012, ISBN 978-3-442-37783-1.
- Weihnachtskatze gesucht. 2012, ISBN 978-3-7466-2881-3.
- Die Spionin im Kurbad. 2012, ISBN 978-3-442-37668-1.

### Krimi-Reihe aus dem alten Rom (ab 10 Jahre)
1. Der Fluch der Grabwächterin. 2008, ISBN 978-3-401-06129-0.
2. Das Gold des Gladiators. 2009, ISBN 978-3-401-50176-5.

### Kinder- und Jugendbücher
- Die Blumen der Zeit. 2010, ISBN 978-3-414-82267-3.
- Kyria und Reb – Bis zum Ende der Welt. 2012, ISBN 978-3-86396-016-2.
- Kyria und Reb – Die Rückkehr. 2013, ISBN 978-3-86396-038-4.